# 烏利亞娜·尼格馬圖林娜
烏利亞娜·尼格馬圖林娜（俄语：Ульяна Нигматуллина，1994年3月8日—），俄羅斯冬季兩項運動員，她代表俄羅斯奧林匹克委員會隊參加了中國舉行的2022年冬季奧林匹克運動會，並且在混合接力比賽上獲得銅牌。